# О’Брайен, Перри
Уильям Патрик «Перри» О’Брайен (англ. William Patrick ("Parry") O'Brien, 28 января 1932, Санта-Моника, Калифорния — 21 апреля 2007, Санта-Кларита, Калифорния) — американский легкоатлет (толкание ядра).
Олимпийский чемпион 1952, 1956, серебряный призёр 1960.
Установил 10 мировых рекордов: 18,04 м (1953), 18,42 м, 18,43 м, 18,54 м (1954), 18,62 м, 18,69 м, 19,06 м, 19,25 м (1956), 19,30 м (1959).
Усовершенствовал технику толкания ядра: применил исходное положение спиной к направлению толкания и наклонялся далеко назад-вниз, выводя ядро из пределов круга и удлиняя тем самым путь приложения силы к снаряду.